# 1180

## Události
- v Remeši upalováni kataři

## Narození
- 17. února – Konstancie Uherská, česká královna a druhá manželka Přemysla Otakara I. († 6. prosince 1240)
- 1. června – Berenguela Kastilská, leónská a kastilská královna jako manželka Alfonse IX. († 8. listopadu 1246)
- ? – Ota VIII. z Wittelsbachu, bavorský falckrabě a vrah římského krále Filipa Švábského († 5. března 1209)
- ? – Džuči, nejstarší ze čtyř synů Čingischána († 1227)
- ? – Česlav Odřivous, polský dominikánský kazatel († 15. července 1242)
- ? – Bernardo Calbó, cisterciácký mnich a biskup ve Vic, světec († 26. října 1243)

## Úmrtí
Česko
- 29. ledna – Soběslav II., český kníže (* asi 1128)

Svět
- 6. února – Teresa Fernández de Traba, leónská královna
- 16. srpna – Konstancie Francouzská, dcera Ludvíka VI., hraběnka z Mortain, Boulogne a Toulouse (* 1128)
- 18. září – Ludvík VII. Francouzský, francouzský král z dynastie Kapetovců (* 1120)
- 24. září – Manuel I. Komnenos, byzantský císař (* 28. listopadu 1118)
- 25. října – Jan ze Salisbury, anglický biskup, diplomat, právník a scholastický filosof (* kolem 1115)
- 14. listopadu – Svatý Vavřinec z Dublinu, dublinský arcibiskup (* 1128)
- ? – Minamoto Jorimasa, japonský samurajský velitel (* 1106)

## Hlavy států
- České knížectví – Bedřich (kníže)
- Svatá říše římská – Fridrich I. Barbarossa
- Papež – Alexandr III.
- Anglické království – Jindřich II. Plantagenet
- Francouzské království – Ludvík VII. – Filip II. August
- Polské knížectví – Kazimír II. Spravedlivý
- Uherské království – Béla III.
- Sicilské království – Vilém II. Dobrý
- Kastilské království – Alfonso VIII. Kastilský
- Rakouské vévodství – Leopold V. Babenberský
- Skotské království – Vilém Lev
- Byzantská říše – Manuel I. Komnenos – Alexios II. Komnenos